# Goodnight Vienna
Goodnight Vienna är ett musikalbum av Ringo Starr som släpptes på Apple Records i november 1974. På skivan medverkade många av de musiker som medverkat på Starrs föregående album Ringo. Där alla Beatles-medlemmar medverkat på den skivan medverkade dock endast John Lennon på denna. Från albumet släpptes en cover på The Platters låt "Only You" som singel. Albumet sålde bra i USA, men blev inte någon framgång i Storbritannien där det nådde en blygsam placering #30 och blev Starrs sista listplacering där fram till 1998. Skivans omslag bestod i en stillbild från science fiction-filmen Mannen från Mars med Ringo inklippt.

## Låtlista
1. "(It's All Da-Da-Down To) Goodnight Vienna" - 2:35
2. "Occapella" - 2:55
3. "Oo-Wee" - 3:45
4. "Husbands and Wives" - 3:34
5. "Snookeroo" (med Elton John) - 3:27
6. "All By Myself" - 3:21
7. "Call Me" - 4:07
8. "No No Song" - 2:33
9. "Only You" - 3:26
10. "Easy for Me" - 2:20
11. "Goodnight Vienna (Reprise)" - 1:20

## Listplaceringar
| Lista (1974)   | Position             |
| -------------- | -------------------- |
| Danmark        | 5 (DR "Top 20")      |
| Finland        | 28                   |
| Frankrike      | 4                    |
| Japan          | 53 (Oricon)          |
| Kanada         | 12 (RPM)             |
| Norge          | 15 (VG-lista)        |
| Storbritannien | 30 (UK Albums Chart) |
| Sverige        | XX* (Kvällstoppen)   |
| USA            | 8 (Billboard 200)    |
| Västtyskland   | 39                   |
| Österrike      | 8                    |